# Lamellarea quadrata
Lamellarea quadrata – gatunek roztocza z kohorty mechowców i rodziny Lamellareidae.
Gatunek ten został opisany w 1987 roku przez Louise Coetzee.
Mechowiec ten ma żółte do jasnobrązowego ciało o długości ok. 0,25 mm. Cuspis jego lamelli jest u nasady szeroki, u wierzchołka kwadratowy i wyposażony z przednioboczny wyrostek sięgający za rostrum. Między łukiem lamelli i bruzdą dorsosejugalną znajdują się małe guzki na których osadzone są szczeciny interlamellarne. Areae porosae są małe i okrągłe, obecne w liczbie 2 par. Tarczka wentralna jest V-kształtna. Szczeciny notogatralne występują w liczbie 9 par, genitalne 5 par, analne 1 pary, a adanalne w liczbie 2 par. Szczeciny aggenitalne nie występują. Odnóża jednopalczaste.
Gatunek południowoafrykański.